# 乔治·埃内斯库
乔治·埃内斯库（羅馬尼亞語：George Enescu，羅馬尼亞語發音：[ˈdʒe̯ordʒe eˈnesku] ⓘ；1881年8月19日—1955年5月4日），罗马尼亚作曲家、指挥家、小提琴家、钢琴家。為羅馬尼亞列伊紙幣的50,000列伊（1999年-2003年）及5列伊（2005年至今）的正面肖像。

## 生平
乔治·埃内斯库诞生于罗马尼亚多罗霍伊县利维尼（后为纪念他更名为乔治埃内斯库村乡，现属博托沙尼县）。埃内斯库是他父母的第八个孩子，另外七个均在他埃内斯库出生前早夭。
作为神童，他幼年便尝试作曲，几首为钢琴和小提琴所作的短曲流传了留下来。他最早的较长的作品为《罗马尼亚的土地》（Pămînt românesc），作于五岁多。之后他的父亲将他介绍给了作曲家爱德华·考德拉。
1888年10月5日，7岁的埃内斯库成为维也纳音乐学院有史以来最年轻的学生，为第二个该学院破例接收的14岁以下学生（上一位是1882年入读的弗里茨·克莱斯勒）。他師从約瑟夫·黑爾梅斯伯格、羅伯特·富克斯、西吉斯蒙德·巴赫里奇等音乐大师。1891年，十岁的埃内斯库在维也纳宫廷举办了一场私人音乐会，弗朗茨·约瑟夫皇帝在场。1893年毕业，获得银质奖章。少年埃内斯库在维也纳音乐会上演奏勃拉姆斯、萨拉萨蒂、门德尔松的作品。毕业后他继续在富克斯的作曲班上继续学习了一年。
1895年埃内斯库前往巴黎音乐学院继续深造，从阿爾芒·馬希克学习小提琴，先后从儒勒·马斯内和福莱学作曲。其作品的首次公开演出是1897年在巴黎的一场埃内斯库室内乐作品专场音乐会。他的管弦乐作品《Poème roumain》（作品1）于1898年1月在愛德華·科隆的指挥下在巴黎演出，两个月后又由作曲家本人指挥，在罗马尼亚首都布加勒斯特演出，他很快他便被罗马尼亚誉为国家级人物。
1923年埃内斯库初次作为乐队指挥，登台纽约音乐会指挥费城交响乐团。
1937年至1938年任纽约交响乐团指挥。
二战前埃内斯库住在巴黎和罗马尼亚，二战后埃内斯库以巴黎为家。
埃内斯库是闻名世界的小提琴教师，著名小提琴家耶胡迪·梅纽因、克里斯蒂安·费拉斯、伊夫里·吉特利斯和亞瑟·葛羅米歐都是他的门生。
1955年5月4日埃内斯库在巴黎去世，长眠于巴黎拉雪茲神父公墓。
布加勒斯特交响乐团以埃内斯库命名作为纪念。
布加勒斯特市内有一所埃内斯库博物馆。

## 作品
埃内斯库的作品深受罗马尼亚民族音乐的影响，包括他的代表作有《罗马尼亚狂想曲》（1901–1902），歌剧Oédipe和管弦乐组曲。
钢琴曲
- G大调第一號组曲，作品3，1897年
- 為兩台鋼琴的變奏曲，作品5，1898年
- D大调第2號组曲，作品10，1901–03年
- 第3號组曲，作品18，1913–16年
- F♭小调第1號奏鸣曲，作品24之1，1924年
- D大调第2號奏鸣曲，作品24之3，1933–35年
- 序曲与赋格，1903年

室内乐
- D大调第1號小提琴奏鸣曲，作品2，1897年
- F小调第2號小提琴奏鸣曲，作品6，1899年
- C大调弦乐八重奏，作品7，1900年
- D大調管樂十重奏，作品14，1906年
- D大调第1號钢琴四重奏，作品16，1909年
- E♭大调第1號弦乐四重奏，作品22之1，1916–20年
- G大调第2號弦乐四重奏，作品22之2，1950–53年
- A小调第3號小提琴奏鸣曲，作品25，1926年
- F小调第1號大提琴奏鸣曲，作品26之1，1898年
- C大调第2號大提琴奏鸣曲，作品26之2，1935年
- 《童年回忆》，為小提琴与钢琴，作品28，1940年
- A小调第1號钢琴五重奏，作品29，1940年
- D小调第2號钢琴五重奏，作品30，1943–44年
- 室內交響曲，為鋼琴等12項乐器，作品33，1954年
- 钢琴五重奏，1895年
- 钢琴三重奏，1897年
- 《Aubade》，為弦樂三重奏，1899年
- 虔誠的行板，為二把大提琴與管風琴，1900年
- 音樂會行板，為豎琴，1904年
- A小调钢琴三重奏，1916年

交响乐
- 四部早年的交响曲
  - D小调，1894年
  - F大调，1895年
  - F大调，1896年
  - E♭小调，1898年
- E♭大调第1號交响曲，作品13，1905年
- A大调第2號交响曲，作品17，1912–14年
- C大调第3號交响曲，作品21，1916–18年（1921年修訂）
- E小调第4號交响曲（未完成），1934年
- D大调第5號交响曲（未完成），1941年

管弦乐
- 罗马尼亚音诗，作品1，1897年
- 協奏交響曲，為大提琴與樂團，作品8，1901年
- C大调第1號组曲，作品9，1903年
- 二首罗马尼亚狂想曲，作品11，1901年
- 二部弦樂間奏曲，作品12，1902–03年
- C大调第2號组曲，作品20，1915年
- D大调第3號组曲，作品27，1937–38年
- A大調音樂會序曲（sur des thèmes dans le caractère populaire roumain），作品32，1948年
- 三部序曲，1891–94年
- 悲劇序曲，1895年
- 凯旋序曲，1896年
- A小调小提琴协奏曲，1896年
- 钢琴与管弦乐幻想曲，1896年
- 第1號罗马尼亚组曲（未完成），1896年
- 钢琴协奏曲（未完成），1897年
- 第2號罗马尼亚组曲，1897年
- 《Suite châtelaine》（殘篇），1911年
- 中提琴協奏曲

歌剧
- 《俄狄浦斯王》，作品23，1921–31年（UA 1936）

合唱
- 交響詩《Vox maris》，為女高音、男高音、合唱與管弦樂，作品31，1929–51年
- 《曙光》，為女高音、女声合唱與管弦乐，1897–98年
- 《Linişte，Stille》，1946年

歌曲
- 三首歌曲，作品4，1898年
- 《Sept chansons de Clément Marot》，作品15，1908年
- 三首歌曲，作品19，1915–16年
- 《Légende》，為小號與鋼琴，1906年
- 其他廿五首歌曲

## 外部連結
- 乔治·埃内斯库的免费乐谱，由国际乐谱典藏计划提供
- 互联网档案馆中乔治·埃内斯库的作品或与之相关的作品
- Legendary Violinists （页面存档备份，存于）
- International Enescu Society （页面存档备份，存于）
- Georges Enesco's Profile at The Remington Site: his Continental Bach Recordings and Remington Recordings plus a survey of Sonatas & Partitas in the 1950s （页面存档备份，存于）
- International Festival and Competition "George Enescu" （页面存档备份，存于）
- 公有領域聲樂檔案館上乔治·埃内斯库的作品